# ام‌اس اوئیسیس آو د سیز
ام‌اس اوئیسیس آو د سیز (به انگلیسی: MS Oasis of the Seas) نام یک کشتی مسافربری-تفریحی که به معنی سراب دریاها است. این کشتی به عنوان بزرگترین کشتی کروز جهان است. این کشتی در زمان ساخت آن (در سال ۲۰۱۴) بزرگترین کشتی مسافری جهان با ظرفیت ۶۰۰۰ مسافر است که یک رکورد جدید حمل مسافر است.
ساخت این کشتی ۳ سال بطول انجامید و توسط فنلاند انجام گرفت.
این کشتی در فورت لادردیل در فلوریدا در آمریکا مستقر است.

## نگارخانه

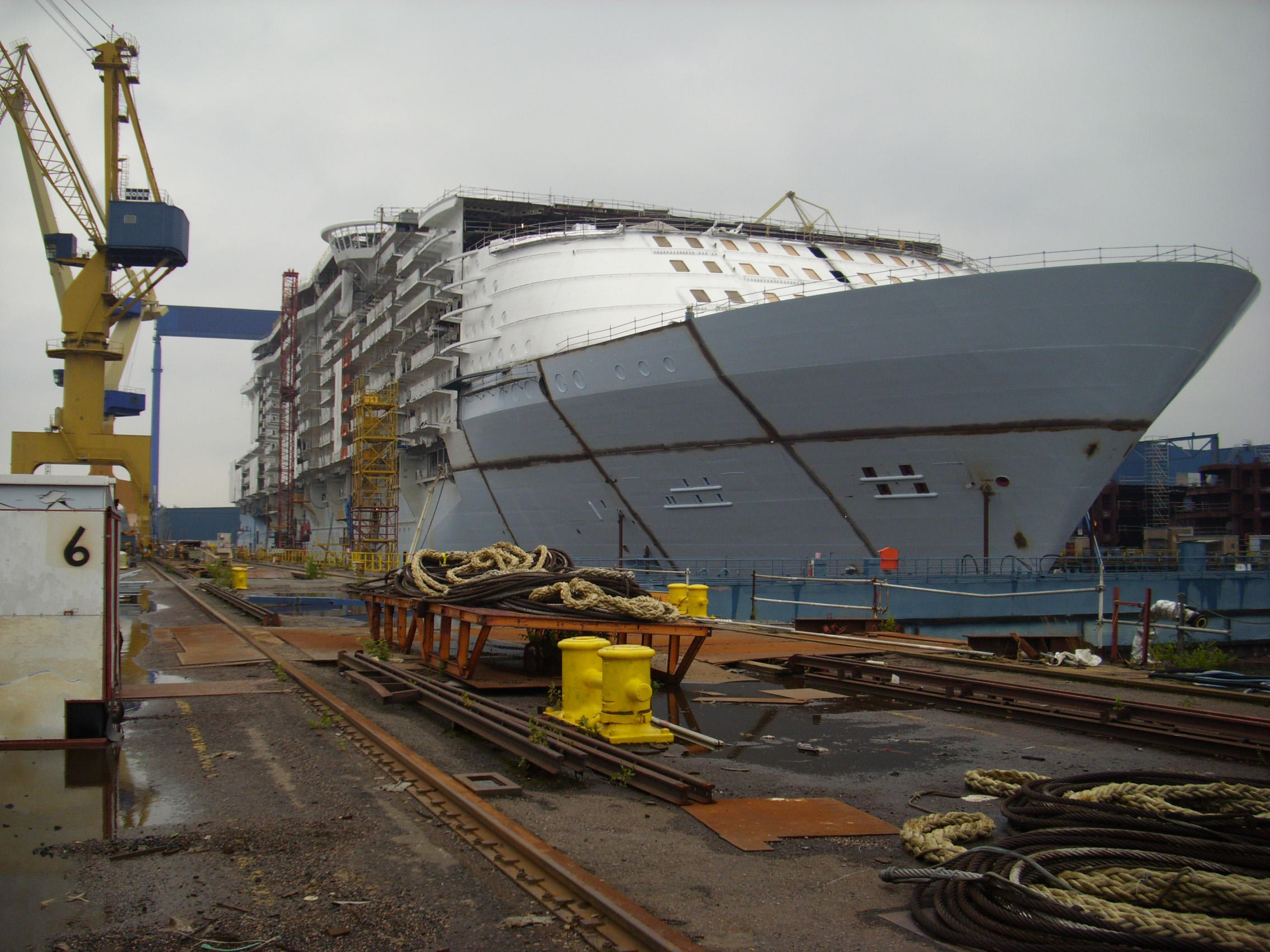
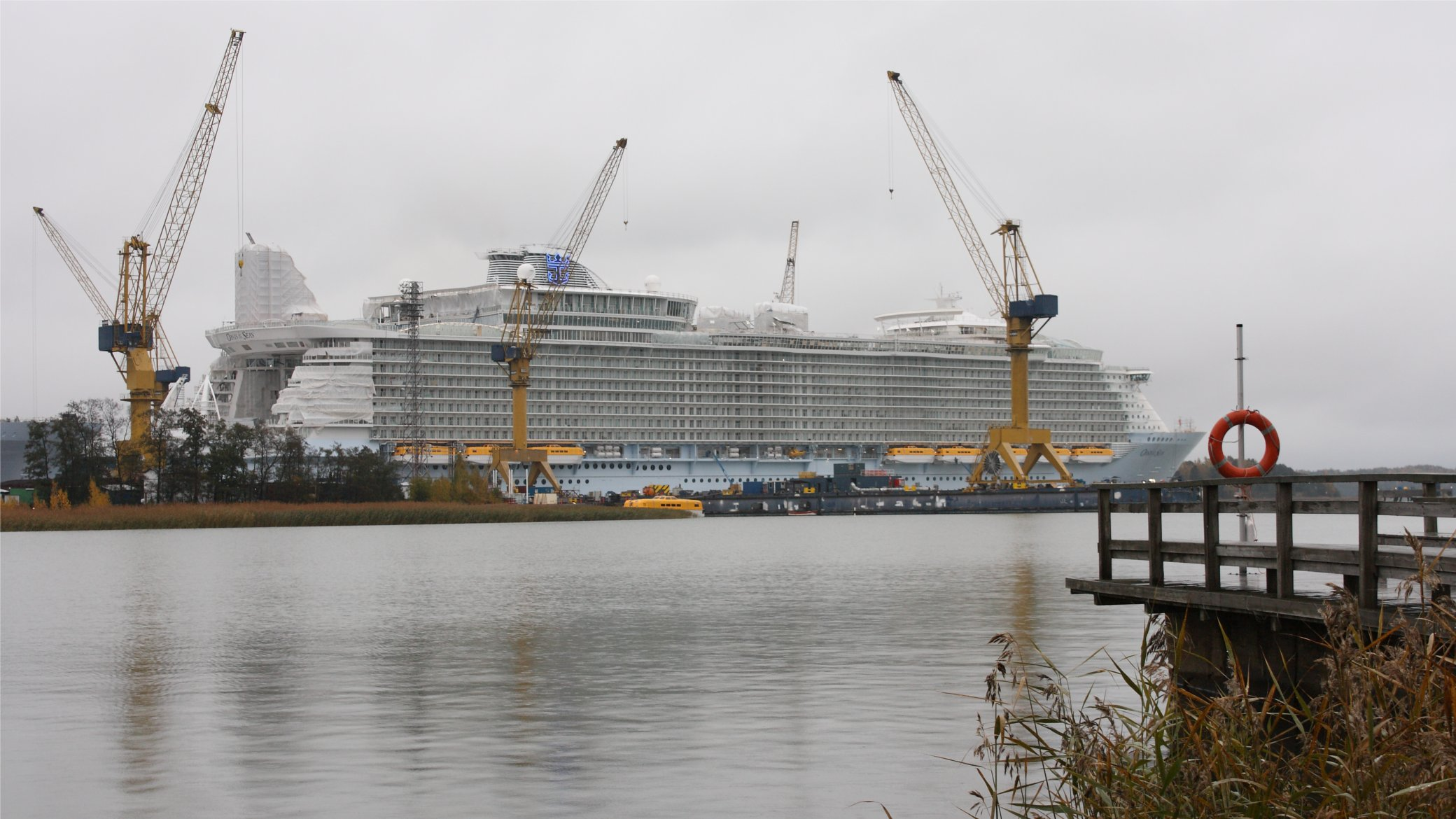
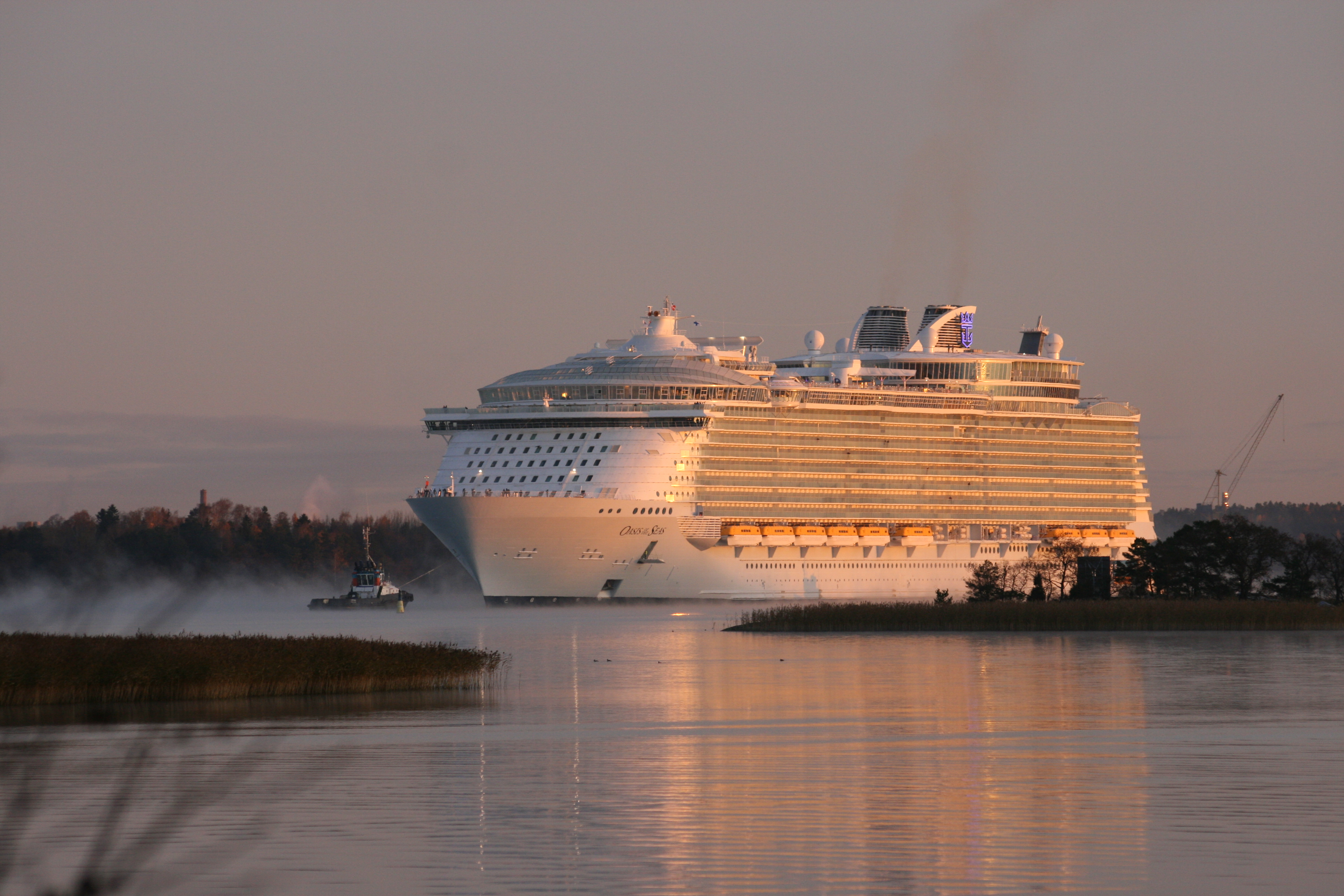
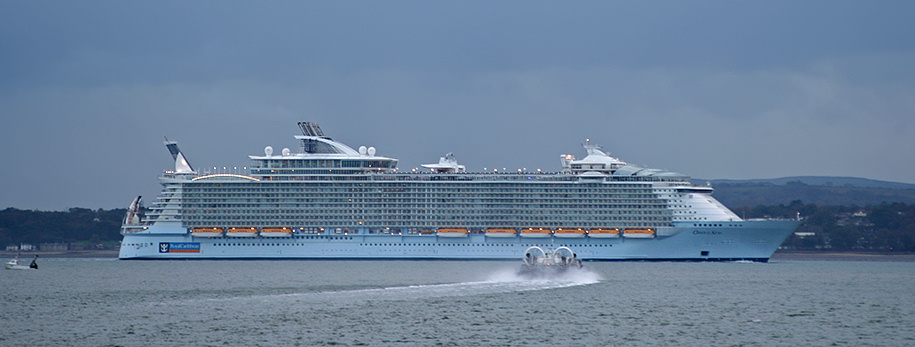
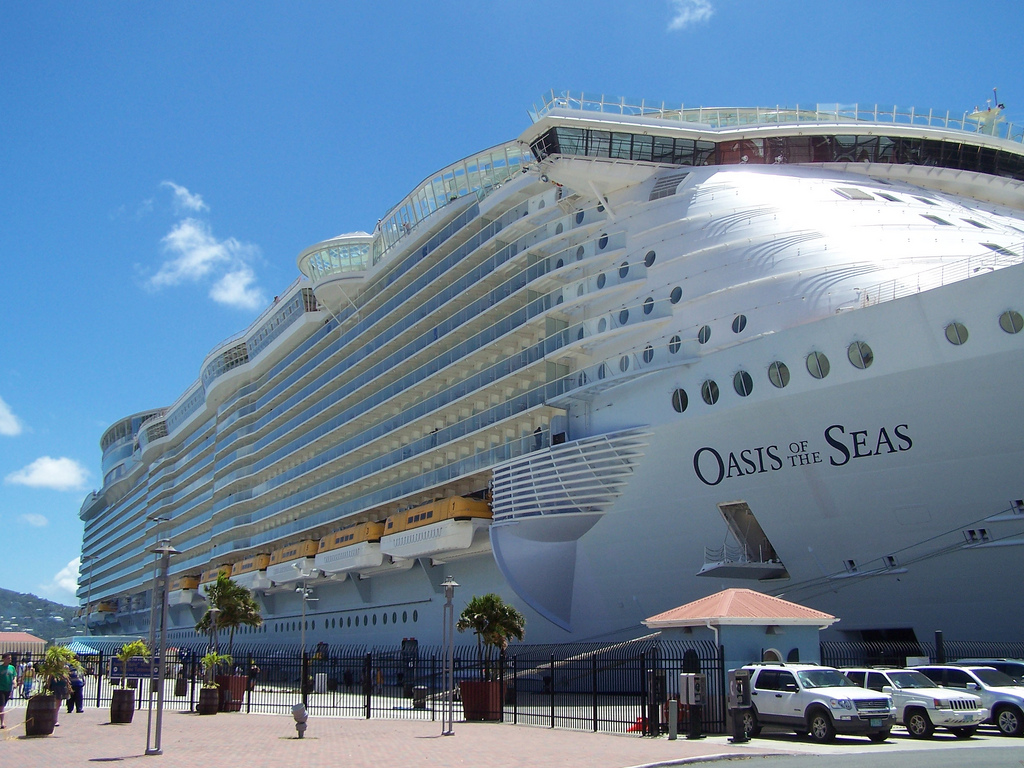
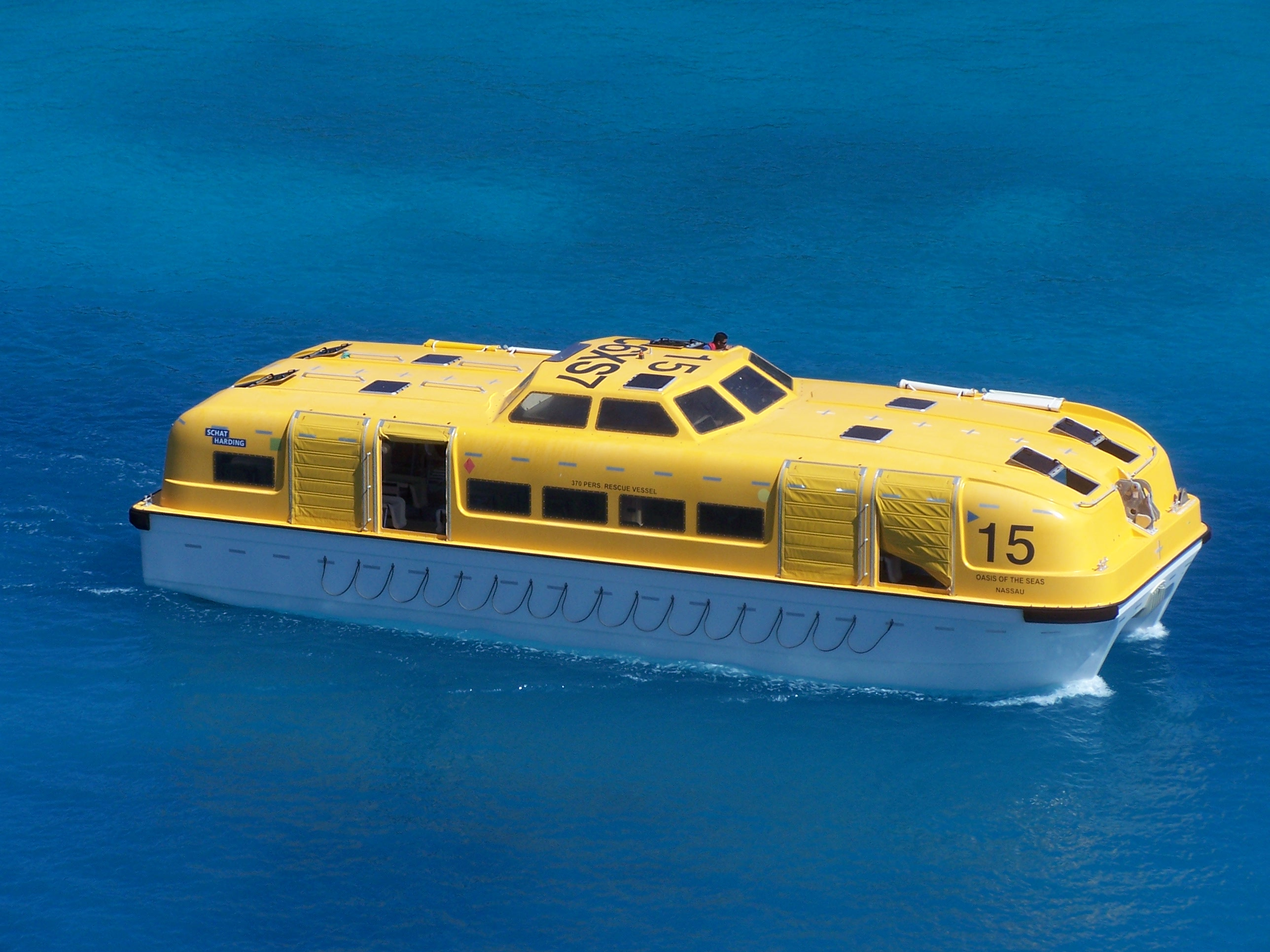
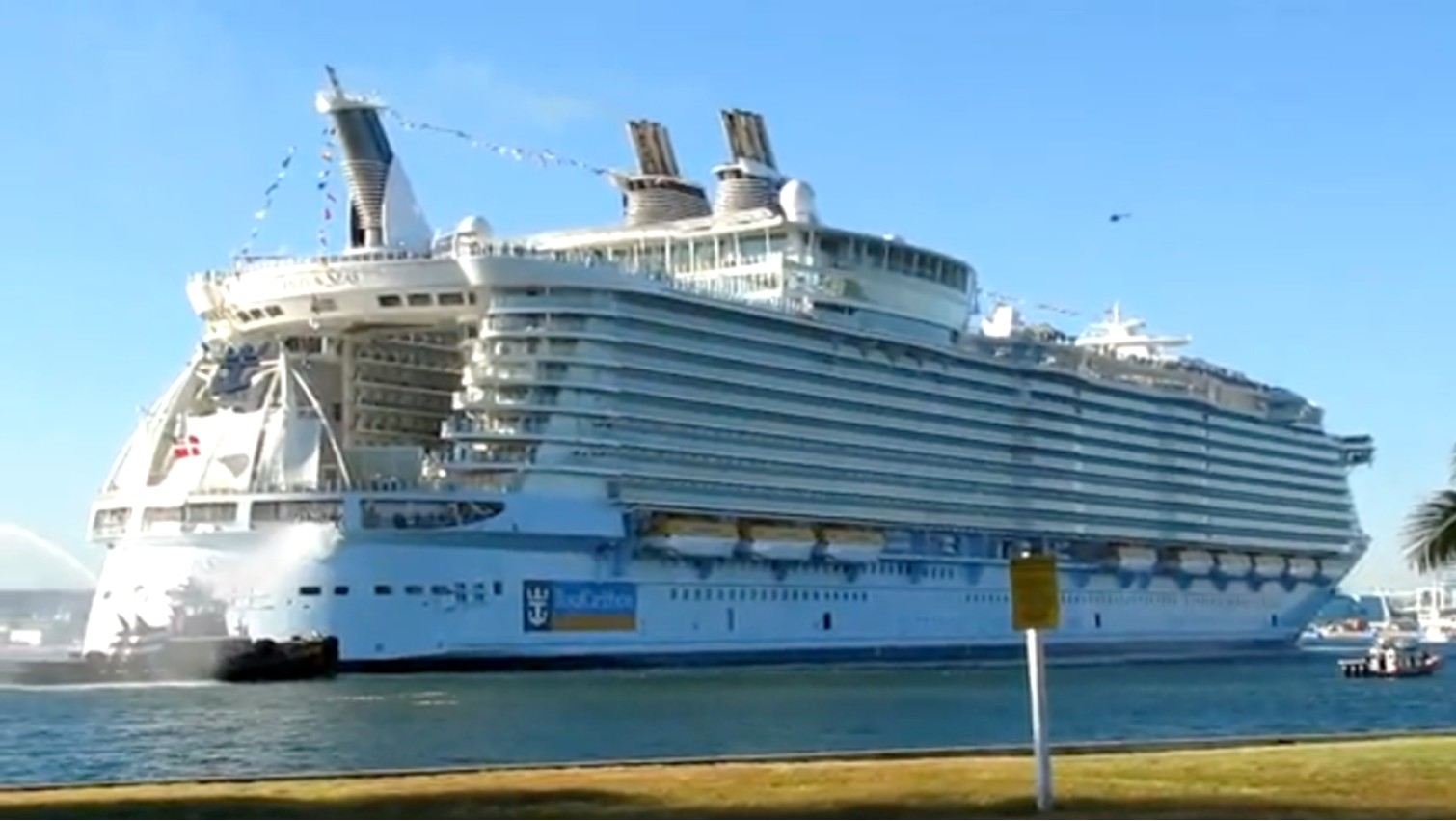
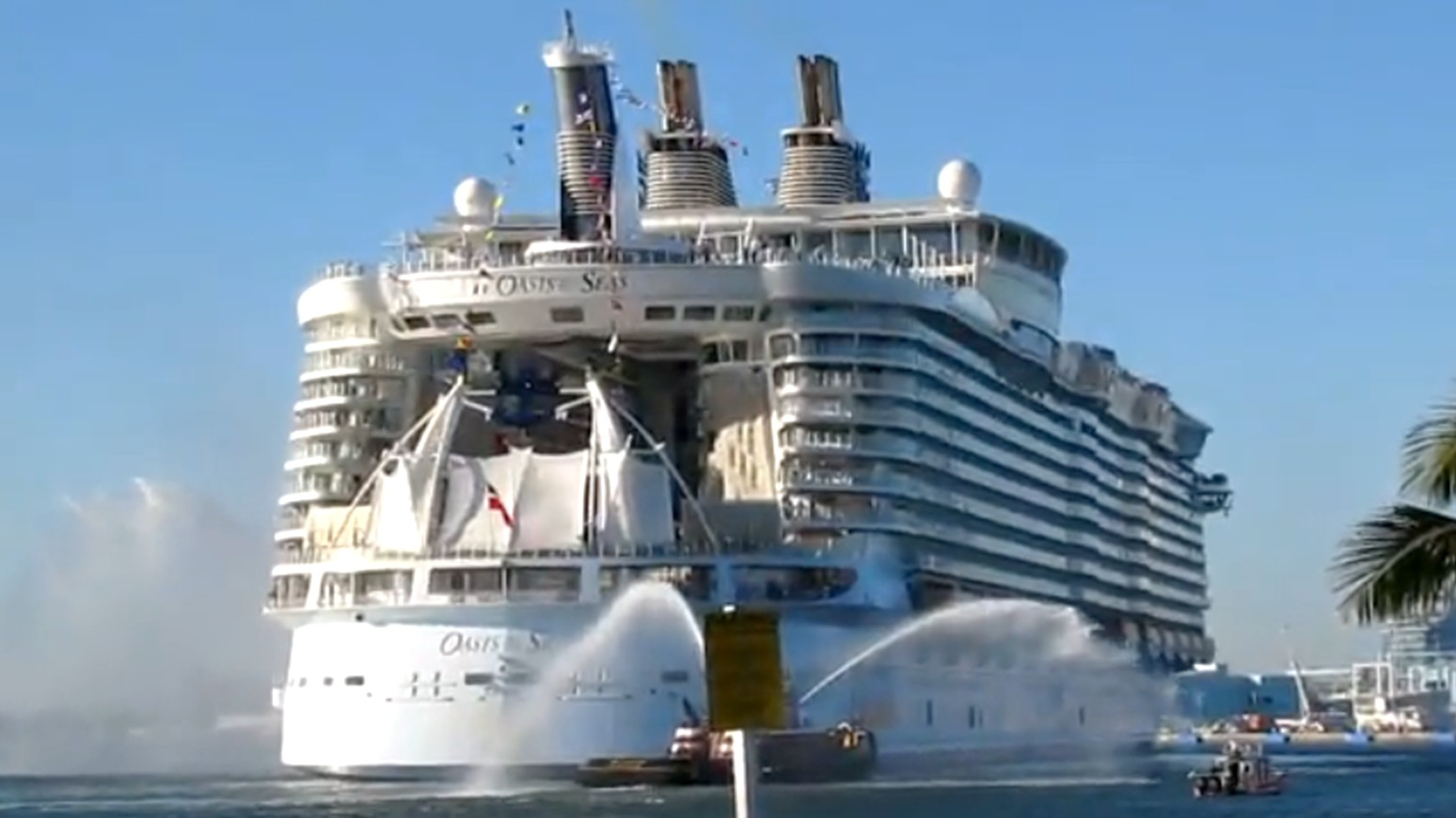
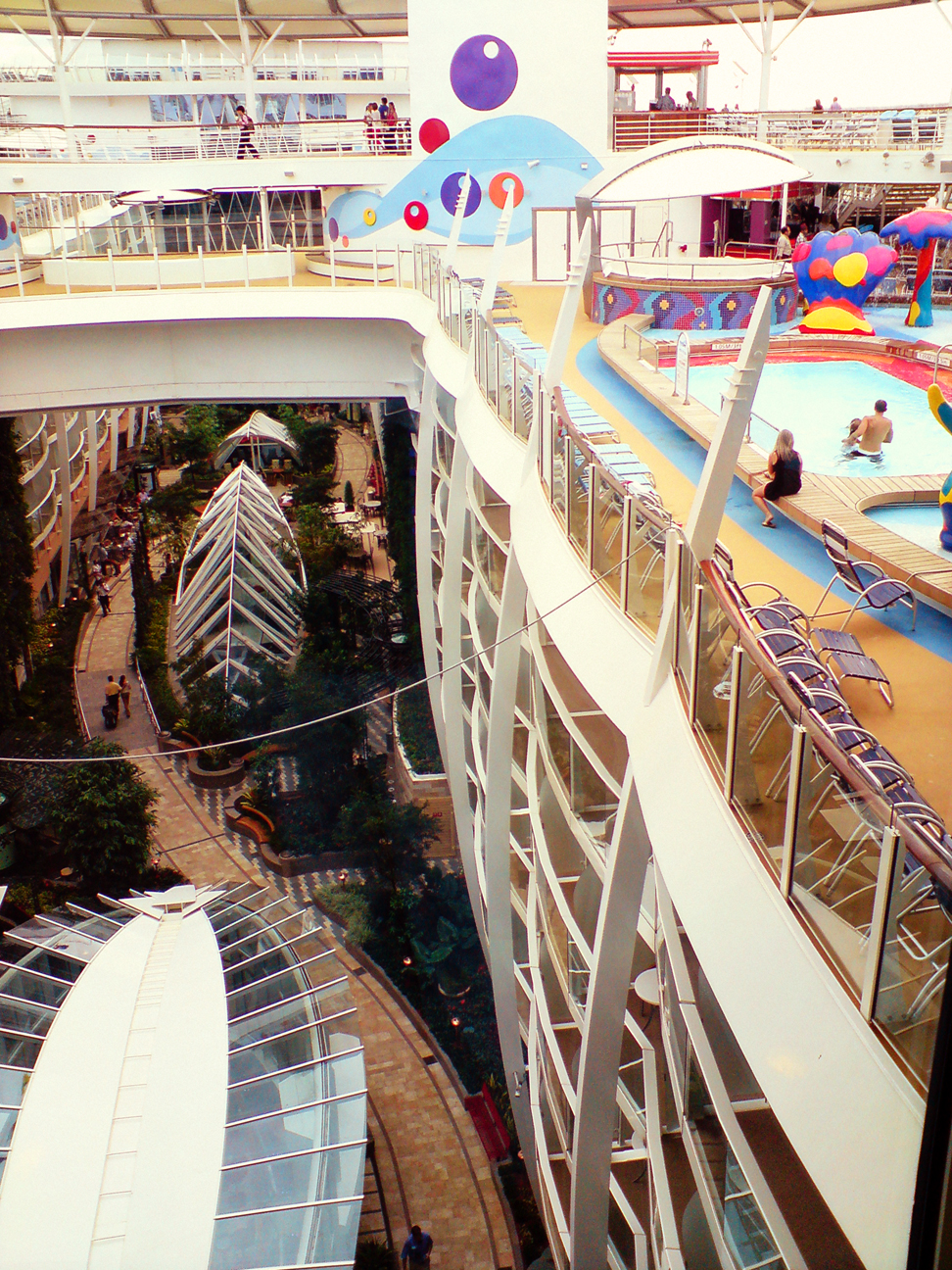
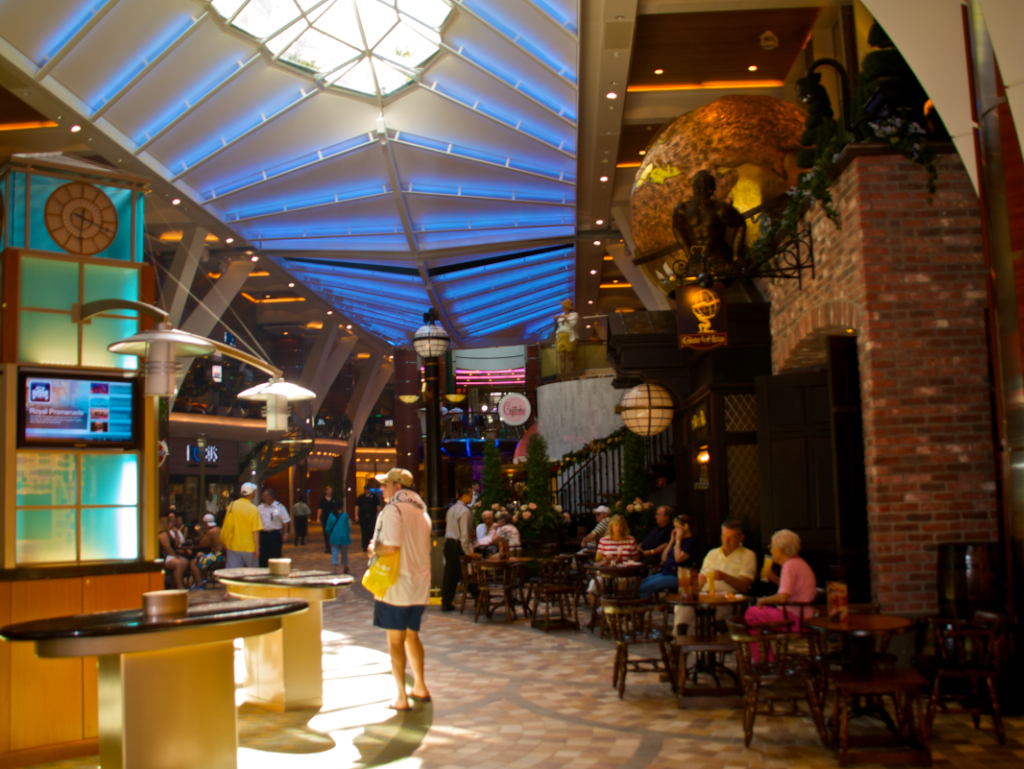
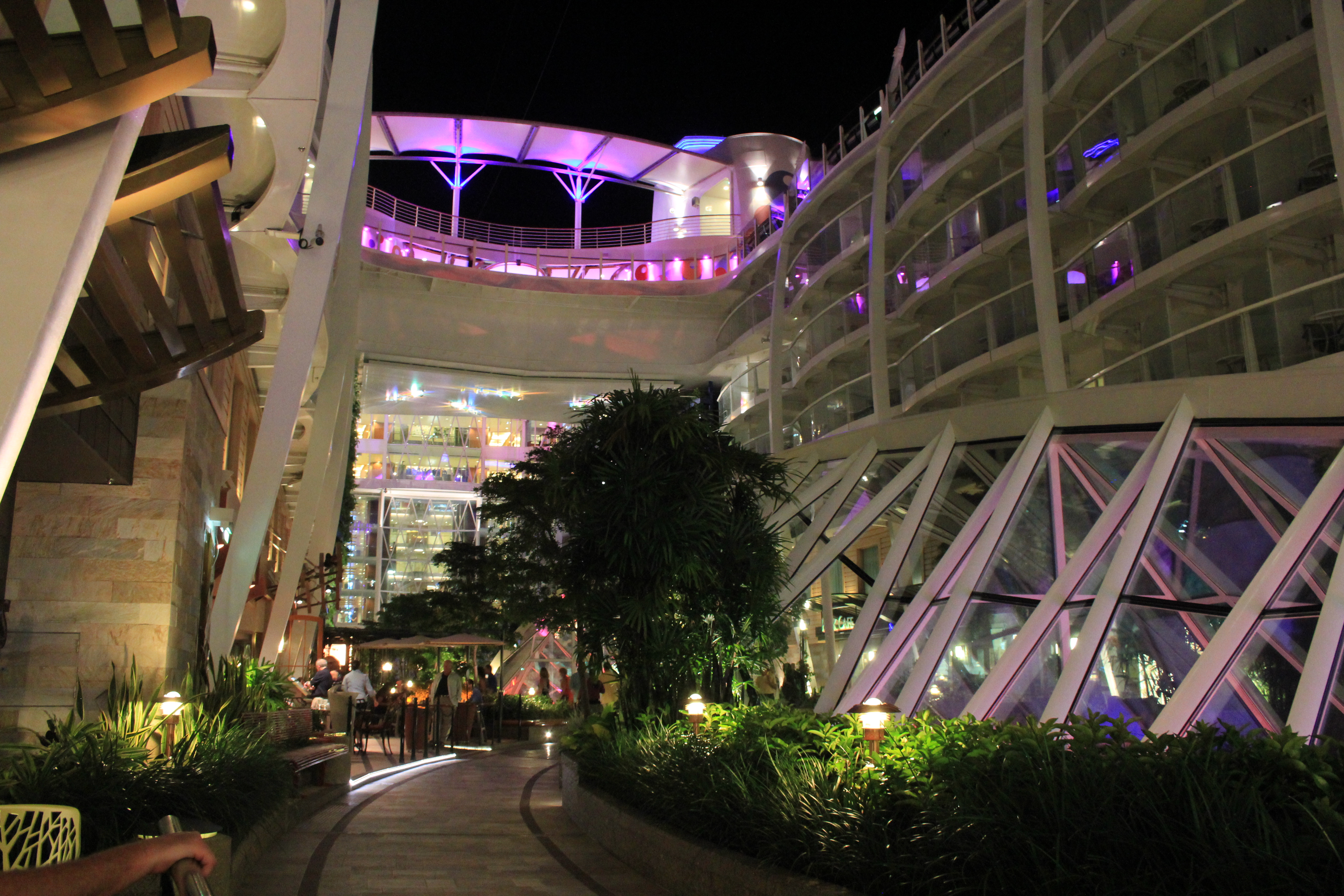
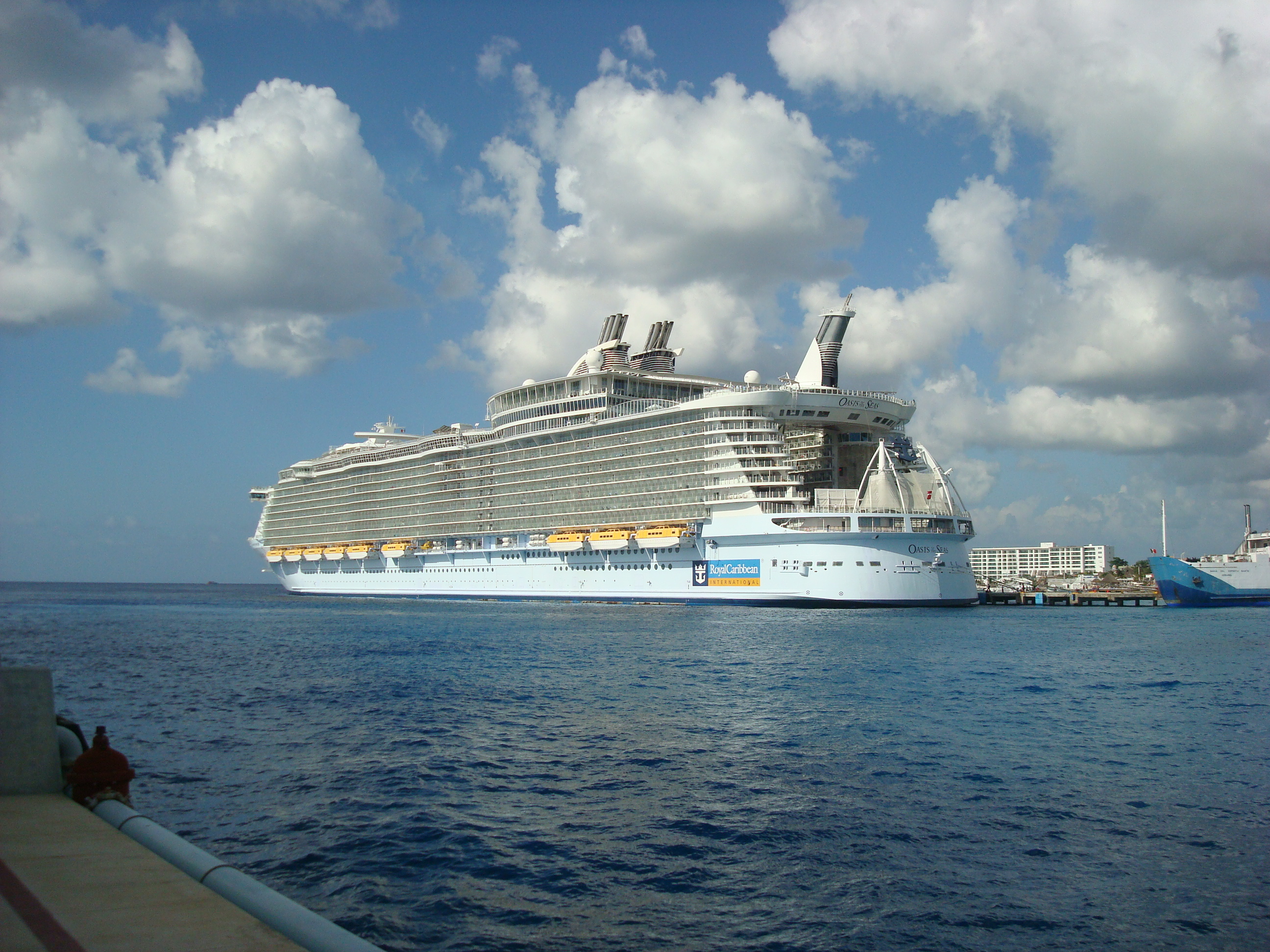